# Yoo Kyoung-youl
You Kyoung-youl (en coreano: 유경렬; nacido el 15 de agosto de 1978 en Seúl) es un exfutbolista surcoreano.

## Clubes
| Club               | País          | Año       |
| ------------------ | ------------- | --------- |
| Gimcheon Sangmu FC | Corea del Sur | 2001-2002 |
| Ulsan Hyundai FC   | Corea del Sur | 2003-2010 |
| Daegu FC           | Corea del Sur | 2011-2013 |
| Cheonan City FC    | Corea del Sur | 2014-2015 |